# معسكر غابيلا
معسكر غابيلا أو سجن غابيلا كان معسكر اعتقال تديره الجمهورية الكرواتية في البوسنة والهرسك ومجلس الدفاع الكرواتي في غابيلا. كان المعسكر يقع على بعد عدة كيلومترات جنوب سابليينا. وكان أسراها من البوشناق والصرب.

## المعسكر
يتكون المعسكر من مرافق احتجاز ومخزن ذخيرة. «لم يُسمح للمراقبين الخارجيين بزيارة غابيلا حتى أغسطس 1993. وسجلت اللجنة الدولية في هذا الوقت 1100 نزيل».
كانت مرافق المعسكر عبارة عن مستودعات ذخيرة تابعة للجيش اليوغوسلافي السابق وتتألف من أربعة حظائر تحمل علامات 0 و 1 و 2 و 3 وثلاث زنازين للحبس الانفرادي. كانت مساحة الهنجر 200 متر مربع وكان بداخل كل منها ما يصل إلى 500 شخص. كان المعتقلون منهكين من الجوع والعطش وتعرضوا للتعذيب. تم توفير عشرة لترات من الماء لكل 500 شخص في اليوم لذلك شرب الكثير منهم البول لإرواء عطشهم. كان على المعتقلين أداء وظائفهم الجسدية في الهناجر. أُجبروا على غناء الأغاني القومية الكرواتية والاستماع إلى محاضرات حول مدى صحة السياسات الكرواتية.
تعرض المعتقلون عند دخولهم المعسكر لأشكال خاصة من التعذيب. وأُمروا بالاستلقاء على بطونهم ثم تعرضوا للضرب المبرح على ظهورهم ورؤوسهم. وقد كسرت أصابع بعضهم بالمشابك. في أوائل أكتوبر قتل مدير المعسكر بوسكو بريفيسيتش ومصطفى أوبرادوفيتش أمام الحظيرة رقم 1 بحضور عدد كبير من المعتقلين بعد اكتشاف قطعة خبز مخبأة عليه. شوهد بوسكو يتحدث إلى مرتزقة الحرب والقاتل جاكي أركلوف في المعسكر قبل وبعد تعذيب أركلوف للسجناء.

## المحاكمات
لم تتم مقاضاة المدير السابق لمعسكر غابيلا بوسكو بريفيسيتش ولا يزال هارب. حكمت محكمة الدولة في سراييفو على نائبه نيكولا أندرن بالسجن 13 عام لارتكابه جرائم ضد المدنيين في غابيلا.
المرتزق السابق النازيون الجدد المدان على البنك جاكي أركلوف كان متمركز في المعسكر كحارس وأدين من قبل محكمة سويدية بتهمة التعذيب الوحشي للسجناء هناك.